# Borsovai vár
A Borsovai földvár Mezővári mellett található a Tisza és a Borzsa folyó találkozásánál.
A földvár egy sík réten helyezkedik el, természetes domb benyomását keltve.
A Tisza és Borzsa összefolyásánál épült földvár két részből áll. A tulajdonképpeni várat egy közel 4 méter magas, lejtős, menetes sánc veszi körül, amely alaprajza egy háromszögre hasonlít. A sánc előtt hőzódó – elláposodott – árok még jól kivehető. A sáncot döngölt, majd kiégetett agyadből építették.
A vár második része a hozzá csatlakoző település. ez 2-3 méterrel emelkedik ki a környezetből. A nyugati része a Borzsa folyó új medrének kialakításakor megsemmisült.

## Története
'Borsova (Borzsova) -vára az oklevelekben 1200 körül tünt fel először Borsoa, Borsua néven.
Az egykori Borsova vármegye és esperesség központja volt, és körülötte alakult ki Borsova város.
Már Anonymus is említette, szerinte a honfoglalásig Salanus bolgár fejedelem vára volt itt, akitől Árpád serege foglalta el, s a várat leromboltatta.
Ami bizonyosnak mondható, hogy I. István által szervezett megyeközpontok közé tartozott.
Környékét 1085-ben Kutesk kun vezér dúlta fel. Vára a tatárjárás alatt elpusztult.
1264-ben mikor a pápa felszólította István ifjú királyt, hogy adja vissza nővérének, Annának Borsovát, már nem várnak volt minősítve, mint például Füzér, vagy Bereg, hanem csak birtoknak.